# 衡山郡
衡山郡（こうざん-ぐん）は、中国にかつて存在した郡。秦代から漢初にかけて、現在の河南省南部や湖北省東部にまたがる地域に設置された。隋代に再び衡山郡が置かれた。

## 古代の衡山郡
秦のとき、衡山郡が立てられた。
紀元前206年（漢の高帝元年）、呉芮が衡山王となり、邾を都とする衡山国が置かれた。
紀元前202年（高帝5年）、衡山王呉芮が長沙王となると、衡山国は淮南国に編入された。紀元前164年（文帝16年）、劉勃が衡山王となり、衡山国が立てられた。紀元前122年（元狩元年）、衡山王劉賜が反乱を計画した罪で逮捕されると、衡山国は廃止され、衡山郡と改められた。紀元前121年（元狩2年）、衡山郡は六安国・廬江郡・江夏郡に分割された。

## 隋の衡山郡
589年（開皇9年）、隋が南朝陳を滅ぼすと、衡陽郡が廃止されて衡州に編入された。607年（大業3年）に州が廃止されて郡が置かれると、衡州は衡山郡と改称された。衡山郡は衡陽・耒陰・湘潭・新寧の4県を管轄した。
621年（武徳4年）、唐が蕭銑を平定すると、衡山郡は衡州と改められ、衡山郡の呼称は姿を消した。